# Trollhammaren
 (août 2024).
Si vous disposez d'ouvrages ou d'articles de référence ou si vous connaissez des sites web de qualité traitant du thème abordé ici, merci de compléter l'article en donnant les références utiles à sa vérifiabilité et en les liant à la section « Notes et références ».
Albums de Finntroll
Nattfödd Ur Jordens Djup
Trollhammaren est un album du groupe musical Finntroll.

## Titres

### En suédois
1. Trollhammaren
2. Hemkomst
3. Skog
4. Försvinn Du Som Lyser
5. Hel vete

### En français
1. Le marteau du Troll
2. Retour chez soi
3. Forêt
4. Partez, vous qui brillez
5. Blé entier

### Musiciens
- Trollhorn: Clavier
- Routa: Guitare
- Wilska: Chant
- B. Dominator: Batterie
- Skrymer: Guitare
- Tundra: Basse